# Карасура
Късноримската крепост „Карасура“ се намира на около 3 km изток-югоизточно от центъра на село Рупките, в посока към село Свобода.

## История
Основната ѝ (северна) част е построена върху праисторическа селищна могила. Първите следи от човешка дейност датират от V хил. пр. Хр. и с известни прекъсвания продължават до XIII век. Най-значителните останки от живот са от Енеолита до Средния бронз (IV – III хил. пр. Хр.)
През античността се споменава под името Карасура (лат. Carassura) в Бурдигалския пътеводител от IV в. сл. Хр. От Римско време при археологически проучвания са доказани храмове на бога-лечител Асклепий, на Плутон, бога на подземните богатства, и на Аполон, който според един надпис, носи тракийското прозвище Дайтерен. Край с. Свобода има една местност, която се казва Даутина (Даутица). През Късната античност и Средновековието там израства град, обхващащ и територии извън античните крепостни стени. Разкрити са две раннохристиянски базилики. Разкрити са три порти, десет кули, църковни и жилищни постройки, както в укрепената част, така и извън нея.
В близост до нея днес минава трасето на автомагистрала „Тракия“.

## Проучване
На нейната територия са провеждани дългогодишни археологически проучвания (от 1981 г.) от смесен немско-български екип, които вече са прекратени. Материалите от разкопките се намират във фондовете на Исторически музей – гр. Чирпан, а публикуваните резултати от тези проучвания са главно на немски език в томовете „KARASURA“.

## Други
С името „Карасура“ е наименуван ледник с дължина 7,2 km и ширина 2,7 km в Антарктида – Ледник Карасура (Karasura Glacier).